# Micropeza marginata
Micropeza marginata är en tvåvingeart som först beskrevs av Willi Hennig 1936.  Micropeza marginata ingår i släktet Micropeza och familjen skridflugor. Inga underarter finns listade i Catalogue of Life.